# Воєнна місія (Японія)
Воєнна місія (яп. 特務機関, とくむきかん, «Особливий інститут») — спеціальна організація в Імперській армії Японії, що займалася розвідувальною діяльністю, контр-шпіонажем, пацифікацією населення на окупованих територіях або зоні бойових дій. Створена 1904 року розвідником Акаші Мотоджіро під час російсько-японської війни для проведення підривної діяльності на території ворожої Росії — підтримці сепаратистських та революційних рухів. 1919 року відновлена під час Сибірського походу японської армії. Очолювалася генерал-майором Такаянаґі Ясутаро. Відділи працювали у Омську та Хабаровську. Після виводу японських військ з Росії переведена до Японії. Займалася збором та аналізом політично-воєнної інформації про СРСР, а також координувала антикомуністичну боротьбу в Маньчжурії. 1940 року переведена до Харбіну в Маньчжурській державі, де перетворена на окрему структуру Квантунської армії. Складалася з 11 відділів. Додатково вела підривну роботу в Індії та Індонезії, сприяючи антиколоніальній боротьбі місцевого населення. В серпні 1945 року перетворена на Особливу поліцію. Ліквідована по закінченню Другої світової війни.